# Victrix
Victrix es un género  de lepidópteros de la familia Noctuidae. Es originario de Asia.

## Especies
- Victrix agenjoi (Fernández, 1931)
- Victrix ambrosiana
- Victrix boursini
- Victrix chloroxantha
- Victrix cinnamomina
- Victrix fasciata
- Victrix frigidalis
- Victrix gracilis
- Victrix griseola
- Victrix illustris
- Victrix karsiana
- Victrix lichenodes
- Victrix macrosema
- Victrix marginelota (Joannis, 1888)
- Victrix maurorum
- Victrix microglossa (Rambur, 1858)
- Victrix pinkeri
- Victrix precisa
- Victrix sassanica
- Victrix subplumbeola
- Victrix suffusa
- Victrix tabora (Staudinger, 1892)
- Victrix tristis
- Victrix umovii (Eversmann, 1846)